# سيسيليا سالا
تشيتشيليا سالا (‎it‏؛ وُلدت في 26 يوليو 1995) هي صحفية إيطالية متخصصة في الصحافة السياسية والصحافة الحربية، كمؤلفة ومراسلة حربية.

## السيرة الذاتية
وُلدت سالا في 26 يوليو 1995 في روما. والدها هو ريناتو سالا، مستشار أول في جي بي مورغان منذ عام 2004 ومدير مستقل في بنك مونتي دي باشي دي سيينا الإيطالي منذ عام 2023؛ ووالدتها هي إليزابيتا فيروني، مديرة وناشطة بيئية.
تخرجت من المدرسة الثانوية العلمية الحكومية "كامييلو كافور" في روما. بين عامي 2014 و2018، التحقت ببرنامج البكالوريوس في الاقتصاد بجامعة بوكوني في ميلانو لكنها لم تكمل دراستها.
في عام 2015، بدأت عملها كمراسلة وصحفية في فايس، ثم كصحفية محترفة في برنامج Servizio pubblico على قناة لا 7 عام 2016. لاحقًا، كتبت في إسبريسو وفانيتي فير، وعملت أيضًا لصالح راي، فريمانتل ميديا، وبرنامج Otto e mezzo على قناة لا 7.
منذ عام 2019، تعمل سالا في إل فوليو؛ كما أنها مؤلفة لدى هافينغتون بوست، أرنولدو موندادوري إديتوري، وشركة شورا ميديا للبودكاست.
أثناء عملها في إل فوليو، قامت بتغطية تقارير كمراسلة أجنبية في فنزويلا وتشيلي، بالإضافة إلى عملها كمراسلة حربية في أفغانستان خلال هجوم طالبان 2021 وفي أوكرانيا أثناء الحرب الروسية الأوكرانية. كما أعدت تقارير من إيران، سواء قبل أو أثناء النزاع بين إيران وإسرائيل 2024.

## الاحتجاز في إيران
في 19 ديسمبر 2024، أثناء وجودها في إيران بموجب تأشيرة صحفية، تم اعتقالها في طهران ووضعها في الحبس الانفرادي في سجن إيفين. ولم يُعلن عن هذا الاعتقال إلا في 27 ديسمبر. وفي 30 ديسمبر، أكدت وزارة الثقافة الإيرانية أخيرًا أنها احتجزتها بتهمة "انتهاك قوانين الجمهورية الإسلامية".
جاء اعتقالها بعد ثلاثة أيام من قيام إيطاليا باعتقال المهندس الإيراني محمد عابديني نجف أبادي في مطار ميلانو مالبينسا بناءً على طلب من الولايات المتحدة، التي اتهمته بالتآمر مع شريك آخر لتهريب مكونات إلكترونية متطورة من الولايات المتحدة إلى إيران، متجاوزين العقوبات.
اتهم عابديني أيضًا بتقديم دعم مادي إلى الحرس الثوري الإسلامي الإيراني — الذي تصنفه الولايات المتحدة كمنظمة إرهابية أجنبية — مما ساهم في هجوم بطائرة مسيرة على قاعدة عسكرية أمريكية في الأردن، حيث قُتل ثلاثة جنود من احتياطي الجيش الأمريكي وأصيب 47 آخرون.
في 3 يناير 2025، ورد أن إيران طلبت تبادل سجناء. وفي 8 يناير 2025، أعلنت رئيسة الوزراء الإيطالية جورجيا ميلوني أن سالا أُفرج عنها من قبل السلطات الإيرانية وغادرت البلاد. وفي 8 يناير 2025، أُطلق سراحها وهبطت في مطار تشامبينو بعد ظهر الأربعاء. وأوضحت ميلوني أن إطلاق سراحها تم عبر تنسيق ثلاثي بين الولايات المتحدة وإيطاليا وإيران، بينما نفت تورط إيلون ماسك في الأمر.